# 越乃ひかる
越乃 ひかる（こしの ひかる）は、日本の演歌歌手。出身は高知県。恒見コウヘイと演歌シュパーティーを結成。音頭の女王。旧芸名は、「十朱かおり」

## CD
- これが男の太閤記（キングレコード、1988年11月21日 発売、廃盤、十朱かおり名義）
- 女の流転（キングレコード、1990年10月5日発売、廃盤、十朱かおり名義）
- カモメ情歌（徳間ジャパンコミュニケーションズ、1999年5月26日発売、廃盤）
- 能登泊り（徳間ジャパンコミュニケーションズ、2002年8月21日発売）
- 長寿音頭（福井放送、松木屋のみ販売）
- おじゃまっテレ音頭（福井放送、おじゃまっテレ ワイド&ニュース内の 視聴者プレゼント、非売品）

## エピソード
- 『長寿音頭』のカップリング曲の『花水仙』は、結婚するときに恒見コウヘイから贈られた曲である。そして披露宴で両親に向けて歌った。
- 二木あつ子とも仲が良く、越乃の子どもは「あっちゃんいつ来るの?」と言っているらしい（お菓子などのお土産目当て）。FBCラジオ土曜スペシャルより。
- FBCテレビのおじゃまっテレ ワイド&ニュースのなかでおじゃまっテレ音頭の非売品のCDを制作した。(作詞：森本隆　　作曲：恒見コウヘイ)